# Aèrop I

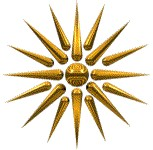
Símbol utilitzat per la dinastia argèada.

Aèrop I (en grec antic: Ἀέροπος, llatí: Aëropus) fou rei de Macedònia (602 aC-576 aC), fill de Filip I de Macedònia, i besnet de Perdicas I de Macedònia. Va ser el pare del rei Alcetes de Macedònia que el va succeir, segons que diu Heròdot. Formava part de la Dinastia argèada. Segons Eusebi de Cesarea va governar durant vint anys.